# 26857 Veracruz
26857 Veracruz este o planetă minoră (asteroid) din centura de asteroizi. A fost descoperită pe 19 februarie 1993 la Observatorul din Haute-Provence de Eric Walter Elst și a fost numită după Veracruz. 
Obiectul prezintă o orbită caracterizată de o semiaxă mare de 2,3628473 UAi, o excentricitate de 0,26, o înclinație de 6,16622 ° în raport cu ecliptica.